# 瓜切塔

瓜切塔（西班牙語：Guachetá）是哥倫比亞的城鎮，位於該國中部，由昆迪納馬卡省負責管轄，距離首府波哥大125公里，始建於1537年3月12日，面積177平方公里，海拔高度2,757米，2005年人口11,230。
5°23′N 73°41′W / 5.383°N 73.683°W